# Bão Kalmaegi (2014)
Bão Kalmaegi (có nghĩa là 'hải âu' trong tiếng Triều Tiên), được biết đến ở Philippines với tên là Luis, là cơn áp thấp thứ 22 và bão thứ 15 được đặt tên của Mùa bão Tây Bắc Thái Bình Dương 2014. Kalmaegi là cơn bão đổ bộ vào Philippines sau cơn bão Rammasun 2 tháng trước đó.